# Ácido tíglico
Ácido tíglico é um composto orgânico, um ácido orgânico insaturado monocarboxílico. É encontrado no óleo de croton e em diversos outros produtos naturais. Tem sido também isolado das secreções defensivas de certos besouros.

## Propriedades e usos
Ácido tíglico tem uma ligação dupla entre o segundo e terceiro átomos da cadeia. Ácido tíglico e ácido angélico formam um par de isômeros cis-trans.